# Calyptellopsis
Calyptellopsis — рід грибів родини Hyaloscyphaceae. Назва вперше опублікована 1986 року.

## Класифікація
До роду Calyptellopsis відносять 1 вид:
- Calyptellopsis reticulata